# WWE 2K16
WWE 2K16 es un videojuego de lucha libre profesional basado en la WWE. Desarrollado por Yuke's y Visual Concepts y fue publicado por 2K Sports. El juego fue lanzado para PlayStation 4 y Xbox One el 27 de octubre de 2015 en América del Norte, mientras que la versión de Microsoft Windows fue lanzada el 10 de marzo de 2016 a través de la plataforma de distribución digital Steam.

## Desarrollo
El mayor roster de la saga: más de 120 personajes únicos jugables, incluyendo a la Superstar de portada Stone Cold Steve Austin y a Seth Rollins, Daniel Bryan, Dean Ambrose, Bad News Barrett, Paige, Finn Bálor y Goldust . El roster de WWE 2K16 es el más extenso de toda la historia de los juegos de la WWE. El roster contiene una combinación sin precedentes de Superstars y Divas actuales de la WWE, nuevos talentos de NXT, Hall of Famers de la WWE y exluchadores de distintas eras de la WWE.
Arnold Schwarzenegger como Terminator: los fanes que reserven WWE 2K16 en una de las tiendas participantes en esta promoción recibirán dos versiones jugables y exclusivas de Arnold Schwarzenegger como Terminator:
T-800 de Terminator y T-800 de Terminator 2: El juicio final
2K Showcase: el famoso modo historia de la franquicia vuelve en WWE 2K16 para que los jugadores puedan revivir los momentos y combates más icónicos de la historia de la WWE. También tendrán que completar objetivos para desbloquear personajes legendarios, entradas y elementos del ring, tipos de combates y objetos desbloqueables.             
Mi Carrera: el modo carrera de la franquicia llega a su segundo año, y en él los jugadores podrán definir sus legados tomando decisiones críticas durante su ascenso desde NXT hasta la WWE, con el fin de hacerse un hueco en el Hall of Fame de la WWE o También Llegar a ser inmortal como el dorado . Además se entrenarán, competirán contra otros luchadores, concederán entrevistas determinadas por su personalidad, interferirán con otros rivales y formarán el equipo de Tag Team definitivo, también si posees una Diva podrás jugar mi carrera.
Sistema de creación: partiendo de la versión del año pasado, el sistema de creación de WWE 2K16 mejora el arsenal del jugador con nuevas opciones destacadas como Crea una diva, Crea un campeonato, Crea una arena y Crea un show. Se han llevado a cabo mejoras importantes en las opciones ya existentes y preferidas de los fanes, como Crea una Superstar, Crea una entrada, Estudio de Superstars y Creaciones de la comunidad.
Universo WWE: se han mejorado considerablemente las historias, los rivales y las selecciones de combates de WWE 2K16. Además, ahora es posible asignar Superstars a varios shows para disfrutar de una experiencia mucho más variada.
Online: este modo se ha revisado por completo sobre la base de las opiniones de los fanes. WWE 2K16 puede jugarse en línea de muchas formas distintas dentro de la comunidad de juegos de la WWE, y además se ha mejorado el sistema de matchmaking.
Además los administradores te pueden excluir si llegas a crear a hulk hogan o chris benoit.
Banda sonora: los jugadores pueden personalizar la música del juego gracias a la incorporación de música de entrada de Superstars en el Jukebox de WWE 2K16. Próximamente anunciaremos más novedades relativas a la música del juego.
Mejoras del sistema de juego: WWE 2K16 toma como punto de partida el juego del año pasado para añadir mejoras e innovaciones importantes basadas en las opiniones de críticos y jugadores. El resultado es el juego de la WWE más potente hasta la fecha:
Controles mejorados: los controles y la biblioteca de movimientos se han revisado para diferenciar claramente golpes y llaves. Esto permitirá al jugador elegir con más precisión el tipo de ataque que podrá usar en cualquier momento. WWE 2K16 también incluye nuevas posiciones de ataque, como atacar sentado, para aumentar las opciones de ataque del jugador. También se han introducido mejoras importantes en los ataques fuera del ring, cerca de las barreras. Además, ahora los rivales reaccionarán de forma más precisa al entorno en que se encuentren.
Nuevo sistema de inversiones: se ha rediseñado el sistema de inversiones para mejorar el ritmo general del combate y crear un nuevo nivel de estrategia. Cada Superstar podrá ejecutar un número limitado de inversiones que se recargará con el tiempo, por lo que es posible que el jugador no se limite a ejecutar una inversión en cada ataque. Además, WWE 2K16 incluye inversiones mayores y menores para algunos movimientos. Las inversiones menores son más fáciles de ejecutar y solo requieren una barra de inversión. Las inversiones mayores son más complicadas, pero sus ventajas van más allá de causar daño al rival. Una inversión mayor debilitará al rival de formas distintas, ofreciendo al jugador una nueva forma de inclinar la balanza del combate a su favor.
Nuevo sistema de pins: el nuevo sistema de pins comienza con un minijuego de pin completamente nuevo e incluye un gran número de variaciones y reacciones. Si el rival consigue zafarse, es posible que la Superstar reaccione al pin fallido y haga gestos al árbitro movido por la frustración. Además, WWE 2K16 incluye por primera vez pins sucios y Rope Breaks. Los pins sucios permiten al jugador usar las cuerdas a su favor para intentar hacer un pin a su rival. Es posible que el árbitro lo vea y anule el intento de pin. Los Rope Breaks son otra forma de escapar de un intento de pin, pero depende de que el árbitro vea al jugador agarrándose a las cuerdas. Como ocurre en los combates reales de la WWE, no hay ninguna garantía de que el árbitro se percate de estas acciones durante un combate.
Lucha en cadena: las nuevas posiciones y atributos permiten al jugador distinguir a una Superstar de otra. También puede haber empates durante un agarre: durante un empate, tanto el jugador como el rival pueden zafarse limpiamente del agarre o ejecutar un golpe bajo.
Agarres de descanso: los agarres de descanso son una novedad de WWE 2K16 y ofrecen al jugador una forma de recuperar aguante mientras se lo resta al rival. Como ocurre en los combates reales de la WWE, los agarres de descanso son una forma de recuperarse en la parte central o final de un combate y preparar el siguiente plan de ataque.
IA mejorada: WWE 2K16 presenta mejoras notables en la IA de las Superstars, árbitros y mánagers. Por ejemplo, ahora los mánagers pueden participar en un combate intentando distraer al árbitro o llamando su atención para ayudar así en el combate. Además, se han introducido cambios importantes en la IA de combates concretos, como los Tag Team.
Más tipos de combates: se han añadido numerosos tipos de combates a WWE 2K16, como los Ladder, Handicap y Tornado Tag.
Entradas dinámicas: gracias a la mejora en el ritmo de presentación de los combates, ahora el jugador puede controlar a sus Superstars durante las entradas, y tiene la opción incluso de atacar a sus rivales antes de que empiece el combate. ¿Por qué esperar a que suene la campana? En WWE 2K16, el jugador decide cuándo está listo para la acción.
Mejoras adicionales: WWE 2K16 también incluye un sistema de sumisiones mejorado y un gran número de movimientos nuevos para que la experiencia de juego resulte todavía más atractiva.
Mejoras generales: WWE 2K16 ofrece más autenticidad en todos sus aspectos. Algunos ejemplos:
- Nuevo equipo de comentaristas: por primera vez en la franquicia, el equipo de comentaristas está compuesto por tres personas. John “Bradshaw” Layfield debuta en WWE 2K16 junto a los ya habituales Michael Cole y Jerry “The King” Lawler. Se han grabado miles de líneas de diálogo nuevas, en su mayor parte con el trío de comentaristas presente en el estudio para que las interacciones entre ellos resulten mucho más realistas.
  - Jim Ross y Jerry Lawler no son el único gran equipo de comentaristas de WWE 2K16: ¡por primera vez en la franquicia, el juego introduce un equipo adicional de 3 comentaristas! Michael Cole y Jerry Lawler se unen en Monday Night Raw al comentarista y WWE Hall of Famer John "Bradshaw" Layfield, que se siente entusiasmado por "poder decirles que se callen en un videojuego", según ha publicado en Twitter recientemente. Los equipos de comentaristas han grabado miles de nuevas líneas de diálogo para contar todas las posibles historias que se desarrollarán en el ring. Prácticamente todo el sonido se ha grabado con los tres comentaristas en el estudio para asegurar un ritmo natural y auténtico.

- Mejoras visuales: el juego de este año incluye miles de animaciones nuevas. También se ha mejorado el aspecto de las Superstars y Divas de la WWE, incluyendo un sistema completo de física de ropa que permite que los atuendos y sus reacciones parezcan lo más realistas posibles. Entre otros aspectos visuales, hay mayor variedad de público, un sudor más realista, y mejores cabellos y física de los mismos.

- Presentación de las transmisiones: adiós a las pantallas de carga entre las entradas y el comienzo de los combates; en su lugar, la cámara recorre la arena y enfoca al equipo de comentaristas para que opinen sobre el combate que está a punto de empezar. También se han realizado mejoras importantes en la presentación general y el ritmo del combate, como la inclusión de nuevos miembros del público.

- Para rememorar la carrera del WWE Hall of Famer y Superstar de portada de WWE 2K16, "Stone Cold" Steve Austin en 2K Showcase, es imprescindible recurrir a los WWE Hall of Famers Jim Ross y Jerry "The King" Lawler. En WWE 2K16, la legendaria pareja se reúne en la que podría ser su última aparición en un videojuego de WWE. 
  - "Se está hablando mucho de mi participación y de la de Jerry Lawler en [WWE 2K16]," escribió Jim Ross recientemente en su blog. "Supongo que esta será la última vez que ambos trabajemos juntos en un proyecto de WWE. Espero que los fans apoyen nuestros esfuerzos en este nuevo videojuego, que llega repleto de innovaciones y cosas increíbles. Jerry y yo seguimos como siempre y hemos comentado montones de encuentros de Stone Cold para el juego".

- El modo 2K Showcase recorre todos los grandes momentos de la carrera de Steve Austin, empezando por el combate contra Jake "The Snake" Roberts en King of the Ring de 1996 que supuso su gran espaldarazo.

## Modos de juego
- Exhibición
  - Universo WWE
  - Modo En línea
  - Modo Creación (Con nuevas novedades como Crear una Arena o Crear un Show)
  - 2K Showcase: En este modo podrás revivir las grandes rivalidades e historias del protagonista del juego Stone Cold Steve Austin
  - My Career (Este gran modo vuelve a aparecer y ahora, con más opciones disponibles)- Exclusivo de Xbox One y PS4 y PC
- DLC (Hall of Fame Showcase)
  - Jake "The Snake" Roberts vs. Randy "Macho Man" Savage
  - The Rock vs  Rikishi
  - Alundra Blayze vs. Paige
  - Tatsumi Fujinami vs. Ric Flair
  - The Bushwackers vs. The Natural Disasters
  - Larry Zbyszko y Arn Anderson vs. Dustin Rhodes y Ricky "The Dragon" Steamboat
  - The Outsiders vs Harlem Heat
- Diferencias entre generación de Consolas: Se dio una entrevista al desarrollador del videojuego quien dijo que no habría diferencias solo las notorias como lo son las gráficas y el modo carrera él dijo : " El equipo de 2K hizo todo lo posible para no tener diferencias entre generaciones , metieron tantas opciones como fue posible dando un buen resultado sin embargo el modo carrera no estará en la generación pasada y el disco Hardware no da para mucho por lo que las gráficas se ven seriamente afectadas". Tampoco se encuentra en la Old Gen el límite de inversiones, ni las barras de energía y vitalidad. Además, la interfaz inicial es diferente entre las generaciones pasada y nueva, y el movimiento personal dura limitadamente en Old Gen, en cambio, en New Gen se podría decir que es ilimitado, y que el jugador puede tomarse el tiempo que quiera para realizarlo.

## Contenido descargable (DLC)
| Contenido Descargable    | Costo     | Personajes Jugables o Movimientos Jugables o Elementos                                                                                     |
| ------------------------ | --------- | --- |
| Accelerator              | 1.99 U$D  | Personajes desbloqueables del juego |
| 2K Hall of Fame Showcase | 9.99 U$D  | The Bushwackers, Dustin Rhodes, Earthquake, Larry Zbyszko, Scott Hall, Kevin Nash (Outsiders), Stevie Ray, Tatsumi Fujinami y Tryphoon     |
| Legends Pack             | 8.99 U$D  | Big Boss Man, Dusty Rhodes, Lita, Mr.Perfect, "Rowdy" Roddy Piper y Trish Stratus                                                          |
| New Moves Pack           | 3.99 U$D  | Más de 30 nuevos movimientos: Corner Enzugiri, Avalanche Rampaige, Sidewinder Suplex, Standing Crossface Chickenwing y Dragon Sleeper etc. |
| Future Stars Pack        | 7.99 U$D  | Samoa Joe, Diego, Fernando, Blake y Murphy                                                                                                 |
| Season Pass              | 24.99 U$D | Los jugadores tendrán los siguientes elementos: Accelerator, 2K Hall of Fame Showcase, Legends Pack, New Moves Pack y Future Stars Pack    |

| Raw - Adam Rose - Big E - Big Show - Bo Dallas - Bray Wyatt - Brie Bella - Brock Lesnar - Cameron - Cesaro - Chris Jericho - Curtis Axel - Daniel Bryan - Dean Ambrose - Dolph Ziggler - Emma - Erick Rowan - Eva Marie - Fandango - Jack Swagger - John Cena - Kalisto - Kane - Kofi Kingston - Konnor - Luke Harper - The Miz - Mr. McMahon '98 - Naomi - Neville - Nikki Bella - Paige - Randy Orton - The Rock - Roman Reigns - R-Truth - Rusev - Ryback - Santino Marella - Seth Rollins - Sin Cara - Stephanie McMahon - Sting - Summer Rae - Tamina - Triple H - Viktor - Xavier Woods - Zack Ryder | SmackDown - Alicia Fox - Bad News Barrett - Christian - Damien Mizdow - Darren Young - Goldust - Heath Slater - Jey Uso - Jimmy Uso - Layla - Mark Henry - Natalya - Sheamus - Stardust - Titus O'Neil - Tyson Kidd - The Undertaker | NXT - Aiden English - Baron Corbin - Cameron - Colin Cassidy - Enzo Amore - Finn Balor - Hideo Itami - Kevin Owens - Sami Zayn - Simon Gotch - Tyler Breeze |  | Leyendas, versiones retro y alumni - André the Giant - Bam Bam Bigelow - Batista - Billy Gunn 1 - Booker T - Bret Hart 1 - Brian Pillman 1 - British Bulldog 1 - Cactus Jack - Chris Jericho '01 1 - Colonel Mustafa - Diamond Dallas Page - D'Lo Brown 1 - Dude Love 1 - Edge - Faarooq 1 - Fit Finlay - General Adnan - Haku 1 - The Honky Tonk Man 1 - Hunter Hearst Helmsley - Jake Roberts 1 - Jim Neidhart 1 - John “Bradshaw" Layfield - Kama Mustafa 1 - Kane '01 1 - Ken Shamrock 1 - Kevin Nash - Lex Luger - Lord Steven Regal - "Macho Man" Randy Savage - Mankind 1 - Mark Henry '98 1 - Mikey Whipwreck 1 - Paul Wight 1 - Ric Flair - Rick Rude - Ricky Steamboat 1 - Rikishi 1 - The Rock '03 1 - Savio Vega 1 - Sgt. Slaughter - Shane McMahon 1 - Shawn Michaels 1 - Sting '91 - Sting '99 - Steve Austin - "Stone Cold" Steve Austin '97 1 - "Stone Cold" Steve Austin '03 1 - "Stunning" Steve Austin 1 - "Superstar" Steve Austin 1 - Triple H '01 1 - The Ultimate Warrior - The Undertaker ´99 1 - The Undertaker ´01 1 - Vader 1 - William Regal - X-Pac 1 |

| Managers - Bobby Heenan - Brad Maddox - Col. Robert Parker 1 - Gerald Brisco 1 - Jimmy Hart - Lana - Miss Elizabeth - Mr. McMahon - Mr. McMahon '98 1 - Pat Patterson 1 - Paul Bearer 1 - Paul Heyman - Rosa Mendes - Sensational Sherri - Stephanie McMahon - Ted DiBiase - Zeb Colter | Otros - Jason Albert 5 - Jerry "The King" Lawler - Jim Ross - Joey Styles - John “Bradshaw" Layfield - Lilian García - Michael Cole - Renee Young 5 |

## Arenas
| Arenas Actuales - Raw - SmackDown - WWE Main Event - Superstars - NXT - Royal Rumble (2015) - Fastlane (2015) - WrestleMania 31 - Extreme Rules (2015) - Elimination Chamber (2015) - Payback (2014) - Money in the Bank (2014) - Battleground (2014) - SummerSlam (2014) - Night of Champions (2014) - Hell in a Cell (2014) - Survivor Series (2014) - TLC: Tables, Ladders & Chairs (2014) - NXT Arrival (2014) | Arenas Retros - WWF Fully Loaded1 - Raw is War 19981 - Raw is War 19991 - Over the Edge 19981 - Unforgiven 19981 - King of the Ring 19961 - King of the Ring 19971 - King of the Ring 19991 - St. Valentine's Day Massacre1 - Royal Rumble 20011 - Wrestlemania XII1 - Wrestlemania 131 - Wrestlemania XV1 - Wrestlemania XIV1 - Wrestlemania X-Seven1 - Wrestlemania XIX1 - In Your House: D-Generation X1 - In Your House 14: Revenge of the 'Taker1 - No Way Out 20011 - Survivor Series 19961 - Backlash 19991 - Rock Bottom 19981 - SummerSlam 19981 - ECW November to Remember 19951 - WCW Bash at the Beach 19941 - WCW Clash of the Champions XXV1 | DLC Arenas - WCW Supershow 12 - WCW Clash of the Champions XVII2 - WCW Halloween Havoc 19962 - SummerSlam 19912 - WWF This Tuesday in Texas2 - Survivor Series 20002 |

## Campeonatos
| Campeonato                        |                             | Marca         |
| --------------------------------- | --------------------------- | ------------- |
| WWE Championship                  | Seth Rollins                | RAW Smackdown |
| WWE Intercontinental Championship | Ryback                      | Smackdown     |
| WWE United States Championship    | Seth Rollins                | RAW           |
| WWE Tag Team Championship         | Kofi Kingston & Big E       | RAW Smackdown |
| WWE Divas Championship            | Nikki Bella                 | RAW Smackdown |
| NXT Championship                  | Finn Bálor                  | NXT           |
| NXT Women's Championship          | Paige                       | NXT           |
| NXT Tag Team Championship         | Aiden English & Simon Gotch | NXT           |

## Recepción
WWE 2K16 recibió críticas "mixtas o promedio" de parte de los críticos, según Metacritic, una página de reseñas.
Eurogamer lo llamó "el mejor juego de lucha libre en años", elogiando los cambios en el juego y la profunda lista de personajes, a la vez que nota los largos tiempos de carga. En una revisión positiva, IGN calificó el juego como un "paso en la dirección correcta" para la serie y alabó las características del videojuego y la lista de personajes, pero criticó la inconsistencia general dentro del videojuego. GameSpot calificó el juego con un 4 veces más duro de 10, elogiando el modo Showcase 2K y el regreso de Jim Ross como comentarista, pero diciendo que "poco más en el juego causa una gran impresión positiva".